# XXI-The Vinyl Box Set
XXI-The Vinyl Box Set es el segundo box set de la banda de metal industrial alemana Rammstein, lanzado el 4 de diciembre de 2015. Contiene todos los álbumes de estudio que la banda ha grabado hasta la fecha más un complemento llamado "Räritaten", en ella se encuentran demos y canciones inéditas que se agregaron en algunos sencillos, todos en formato de vinil de "12 pulgadas.

## Lista de canciones
Herzeleid
1. Wollt ihr das Bett in Flammen sehen?
2. Der Meister
3. Weisses Fleisch
4. Asche zu Asche
5. Seemann
6. Du Riechst So Gut
7. Das alte Leid
8. Heirate Mich
9. Herzeleid
10. Laichzeit
11. Rammstein

Sehnsucht
1. Sehnsucht
2. Engel
3. Tier
4. Bestrafe mich
5. Du hast
6. Bück dich
7. Spiel mit mir
8. Klavier
9. Alter Mann
10. Eifersucht
11. Küss Mich (Fellfrosch)

Mutter
1. Mein Herz Brennt
2. Links 2 3 4
3. Sonne
4. Ich will
5. Feuer frei!
6. Mutter
7. Spieluhr
8. Zwitter
9. Rein Raus
10. Adios
11. Nebel

Reise, Reise
1. Reise, Reise
2. Mein Teil
3. Dalai Lama
4. Keine Lust
5. Los
6. Amerika
7. Moskau
8. Morgenstern
9. Stein um Stein
10. Ohne dich
11. Amour

Rosenrot
1. Benzin
2. Mann gegen Mann
3. Rosenrot
4. Spring
5. Wo bist du?
6. Stirb nicht for mir // Don`t die before I do
7. Zerstören
8. Hilf mir
9. Te Quiero Puta!
10. Feuer und Wasser
11. Ein Lied

Liebe ist für alle da
1. Rammlied
2. Ich tu dir weh
3. Waidmanns Heil
4. Haifisch
5. B********
6. Frühling in Paris
7. Wiener Blut
8. Pussy
9. Liebe ist für alle da
10. Mehr
11. Roter Sand

Räritaten
1. Feuerräder
2. Wilder Wein
3. Das Modell
4. Kokain
5. Stripped
6. Hallelujah
7. Mein Herz Brennt (Piano Version)
8. Los (Full Band Version)
9. Führe Mich
10. Donaukinder
11. Halt
12. Roter Sand (Orchester Version)
13. Liese
14. Mein Land
15. Vergiss uns Nicht
16. Gib mir deine Augen

## Integrantes
- Till Lindemann: Vocalista
- Richard Z. Kruspe: Guitarrista líder y corista
- Paul Landers: Guitarrista secundario y corista
- Oliver Riedel: Bajista
- Christopher Schneider: Baterista
- Christian "Flake" Lorenz: Tecladista y sintetizadores

- Datos: Q30917432